# Längdhopp för herrar i friidrott vid olympiska sommarspelen 1992
Längdhopp för herrar vid olympiska sommarspelen 1992 i Barcelona avgjordes 5-6 augusti. 

## Medaljörer
| Gren      | Guld             | Guld   | Silver            | Silver | Brons            | Brons  |
| Längdhopp | Carl Lewis · USA | 8,67 m | Mike Powell · USA | 8,64 m | Joe Greene · USA | 8,34 m |

## Resultat

### Kval
| Placering | Grupp A                       | Längd  |
| --------- | ----------------------------- | ------ |
| 1.        | Mike Powell (USA)             | 8.14 m |
| 2.        | Jaime Jefferson (CUB)         | 8.09 m |
| 3.        | David Culbert (AUS)           | 8.00 m |
| 4.        | Chen Zunrong (CHN)            | 7.93 m |
| 5.        | Joe Greene (USA)              | 7.90 m |
| 6.        | Craig Hepburn (BAH)           | 7.89 m |
| 7.        | Spyridon Vasdekis (GRE)       | 7.82 m |
| 8.        | Masaki Morinaga (JPN)         | 7.79 m |
| 9.        | Galin Georgiev (BUL)          | 7.75 m |
| 10.       | Ian James (CAN)               | 7.74 m |
| 11.       | Milan Gombala (TCH)           | 7.69 m |
| 12.       | Thomas Ganda (SLE)            | 7.67 m |
| 13.       | Eugene Licorish (GRN)         | 7.60 m |
| 14.       | Serge Helan (FRA)             | 7.60 m |
| 15.       | Konstantin Krause (GER)       | 7.50 m |
| 16.       | László Szalma (HUN)           | 7.47 m |
| 17.       | Michael Francis (PUR)         | 7.47 m |
| 18.       | Benjamin Koech (KEN)          | 7.44 m |
| 19.       | Kareem Streete-Thompson (CAY) | 7.39 m |
| 20.       | Angelo Ianuzzelli (ESA)       | 7.31 m |
| 21.       | Khalid Mosa (SUD)             | 7.03 m |
| 22.       | Ndabezinhle Mdhlongwa (ZIM)   | 6.96 m |
| 23.       | Vadim Ivanov (EUN)            | 5.97 m |
| —         | Giovanni Evangelisti (ITA)    | NM     |
| —         | Ángel Hernández (ESP)         | NM     |
| —         | Soryba Diakite (GUI)          | DNF    |
| —         | Afonso Ferraz (ANG)           | DNS    |

| Placering | Grupp B                         | Längd  |
| --------- | ------------------------------- | ------ |
| 1.        | Carl Lewis (USA)                | 8.68 m |
| 2.        | Geng Huang (CHN)                | 8.22 m |
| 3.        | Konstantinos Koukodimos (GRE)   | 8.22 m |
| 4.        | Dmitriy Bagryanov (EUN)         | 8.09 m |
| 5.        | Iván Pedroso (CUB)              | 8.07 m |
| 6.        | Bogdan Tudor (ROU)              | 8.07 m |
| 7.        | Borut Bilač (SLO)               | 8.00 m |
| 8.        | Dietmar Haaf (GER)              | 7.85 m |
| 9.        | Mark Mason (GUY)                | 7.83 m |
| 10.       | Jesus Olivan (ESP)              | 7.78 m |
| 11.       | Franck Lestage (FRA)            | 7.72 m |
| 12.       | Mark Forsythe (GBR)             | 7.71 m |
| 13.       | Elmer Williams (PUR)            | 7.70 m |
| 14.       | Franck Zio (BUR)                | 7.70 m |
| 15.       | Csaba Almási (HUN)              | 7.69 m |
| 16.       | Edrick Floreal (CAN)            | 7.62 m |
| 17.       | Roman Golanowski (POL)          | 7.61 m |
| 18.       | James Sabulei (KEN)             | 7.50 m |
| 19.       | Danny Beauchamp (SEY)           | 7.44 m |
| 20.       | Abdullah Mohamed Al-Sheib (QAT) | 7.27 m |
| 21.       | Gabrieli Qoro (FIJ)             | 7.22 m |
| 22.       | Elston Shaw (BIZ)               | 6.57 m |
| 23.       | Abdelkader Klouchi (ALG)        | 5.33 m |
| —         | Sydney Mdluli (SWZ)             | NM     |
| —         | Badara Mbengue (SEN)            | DNS    |

### Final
| Placering | Idrottare                     | Försök | Försök | Försök | Försök | Försök | Försök | Längd  | Noteringar |
| Placering | Idrottare                     | 1      | 2      | 3      | 4      | 5      | 6      | Längd  | Noteringar |
| --------- | ----------------------------- | ------ | ------ | ------ | ------ | ------ | ------ | ------ | ---------- |
| 1         | Carl Lewis (USA)              | 8.67   | 8.33   | X      | X      | 8.50   | 8.50   | 8.67 m |            |
| 2         | Mike Powell (USA)             | 7.95   | 8.22   | 8.33   | X      | 8.53   | 8.64   | 8.64 m |            |
| 3         | Joe Greene (USA)              | X      | X      | 7.88   | 8.34   | 8.14   | X      | 8.34 m |            |
| 4         | Iván Pedroso (CUB)            | 7.79   | 8.11   | 8.01   | 7.98   | 8.11   | 7.51   | 8.11 m |            |
| 5         | Jaime Jefferson (CUB)         | 7.30   | 7.69   | 8.08   | 7.93   | 8.00   | X      | 8.08 m |            |
| 6         | Konstantinos Koukodimos (GRE) | 7.30   | 7.99   | 7.92   | 8.04   | 7.88   | 7.50   | 8.04 m |            |
| 7         | Dmitriy Bagryanov (EUN)       | 7.79   | 5.74   | X      | 7.98   | 7.88   | 7.84   | 7.98 m |            |
| 8         | Geng Huang (CHN)              | 7.33   | 7.58   | 7.87   | 7.79   | 7.55   | 7.65   | 7.87 m |            |
|           |                               |        |        |        |        |        |        |        |            |
| 9         | Borut Bilač (SLO)             | X      | 7.60   | 7.76   |        |        |        | 7.76 m |            |
| 10        | Chen Zunrong (CHN)            | 7.71   | 7.47   | 7.75   |        |        |        | 7.75 m |            |
| 11        | David Culbert (AUS)           | 7.36   | 7.30   | 7.73   |        |        |        | 7.73 m |            |
| 12        | Bogdan Tudor (ROM)            | 7.26   | 7.37   | 7.61   |        |        |        | 7.61 m |            |